# Новосибирский округ
Новосибирский округ — административно-территориальная единица Сибирского края, существовавшая в 1925—1930 годах.
Новониколаевский округ был образован 9 декабря 1925 года из Новониколаевского, Каргатского и части Черепановского уездов Новониколаевской губернии. Центром округа был назначен город Новониколаевск. Округ был разделён на 20 районов:
- Алексеевский район. Центр — село Алексеевское
- Баксинский район. Центр — село Пихтовка
- Бердский район. Центр — село Бердское
- Бугринский район. Центр — село Бугры
- Вьюнский район. Центр — село Вьюны
- Гутовский район. Центр — село Гутово
- Индерский район. Центр — село Индерь
- Каменский район. Центр — село Каменка
- Каргатский район. Центр — село Каргат
- Карпысакский район. Центр — село Карпысак
- Колыванский район. Центр — село Колывань
- Коуракский район . Центр — село Коурак
- Коченевский район. Центр — село Коченево
- Легостаевский район. Центр — село Легостаево
- Маслянинский район. Центр — село Маслянино
- Ордынский район. Центр — село Ордынское
- Ояшинский район. Центр — посёлок Ояш
- Ужанихинский район. Центр — село Ужаниха
- Черепановский район. Центр — город Черепаново
- Чулымский район. Центр — село Романовское

В 1926 Новониколаевск был переименован в Новосибирск, а округ — в Новосибирский.
26 сентября 1927 в состав округа был включён Битковский район, переданный из Каменского округа.
8 мая 1929 вместо 20 районов было образовано 15:
- Алексеевский район
- Баксинский район
- Бердский район
- Битковский район
- Вассинский район
- Индерский район
- Каргатский район
- Колыванский район
- Коченевский район
- Никоновский район
- Новосибирский район
- Ордынский район
- Ужанихинский район
- Черепановский район
- Чулымский район

17 июня 1929 года был образован Вассинский район с центром в селе Вассино[уточнить], 
20 июня 1930 Индерский район был переименован в Доволенский район, а его центром назначено село Довольное.
30 июля 1930 Новосибирский округ, как и большинство остальных округов СССР, был упразднён. Его районы отошли в прямое подчинение Западно-Сибирского края.
Население округа в 1926 году составляло 794,5 тыс. человек. Из них русские — 83,1 %; украинцы — 7,6 %; белорусы — 4,7 %; мордва — 1,3 %.